# Munyay Antal Lajos
Munyay Antal Lajos, névváltozat: Munyai, szlovákul: Ľudovít Anton Muňaj, latinul: Antonius Ludvicus (Ludovicus) Munyay (Németfalva, Sáros megye, 1787. október 26. – Eperjes, 1849. december 2.) evangélikus teológiai tanár.

## Élete
Németfalván született, ahol atyja Munyai Mihály szintén lelkész volt. Középiskolai tanulmányait Eperjesen végezte 1797-től 1803-ig, majd még két évet (1803-1805) a lőcsei iskolában és 1805-től 1807-ig a Pozsonyi Evangélikus Líceumban töltött. Azután nevelő volt a Lónyay és Dessewffy családoknál. 1811. május 7-én a wittenbergi egyetemre iratkozott be. Hazatérve 1812 szeptemberében nevelő lett a Dessewffy Gáspár gyermekeinél Ósvacsákányban. 1815-ben szepesolaszi lelkész, 1832-ben eperjesi teológiai tanár. A tiszai kerületnek több évig volt főjegyzője.
Három latin oratiója az 1830-as években az eperjesi főiskola Programmjában jelent meg. A Berzeviczy-féle Coordinatiót 1848-ban magyarul adta ki.

## Munkái
- Antritts-Predigt in der evang. Kirche zu Wallendorf am 16. Sonntage nach Trinitatis 1815. gehalten. Leutschau (Gotthard Mihály bevezető beszédével együtt).
- Kanzelrede bei der Einweihung der Kirche der evangelischen slavischen Gemeinde der k. k. Freistadt Zeben, am 19. Sonntage nach Trinitatis 1820. Leutschau.
- Kanzelrede am Dankfeste nach dem vollendeten Bau des Kirchen- und Glocken-Thurmes zu Wallendorf. Leutschau, 1822.
- Haus und Andachtsbuch zur Befriedigung wahrer häuslicher Gottesverehrung, enthaltend einen vollständigen Jahrgang Predigten. Zur ersten Begründung einer Pensions-Anstalt für evang. Prediger-Witwen in Ungarn. Kaschau, 1826-27. Két kötet. (Klein S. és Rumann M. F. társaságában.).
- Historia ecclesiae evangelicae aug. conf. addictorum in Hungaria universa praecipue vero in tredecim oppidis Scepusii. Halberstadt, 1830. (Névtelenül).
- Oratio, qua classis theolog.-philos.-juridicae cives die 29. Sept. 1832… ad rectum epuli sacri usum… praeparabat. Eperjesini, 1832.

Weber még egy munkáját idézi: Synopsis jurium et gravaminum ecclesiae ev. in Hungaria 1832. jan. 31. (Nyomtatásban megjelenéséről azonban nincsen tudomásom).